# Algemeene SS-Vlaanderen

Standaard van de Germaanse SS.

De Algemeene SS-Vlaanderen, ook de Germaansche SS-Vlaanderen was de Vlaamse afdeling van de Schutzstaffel. 

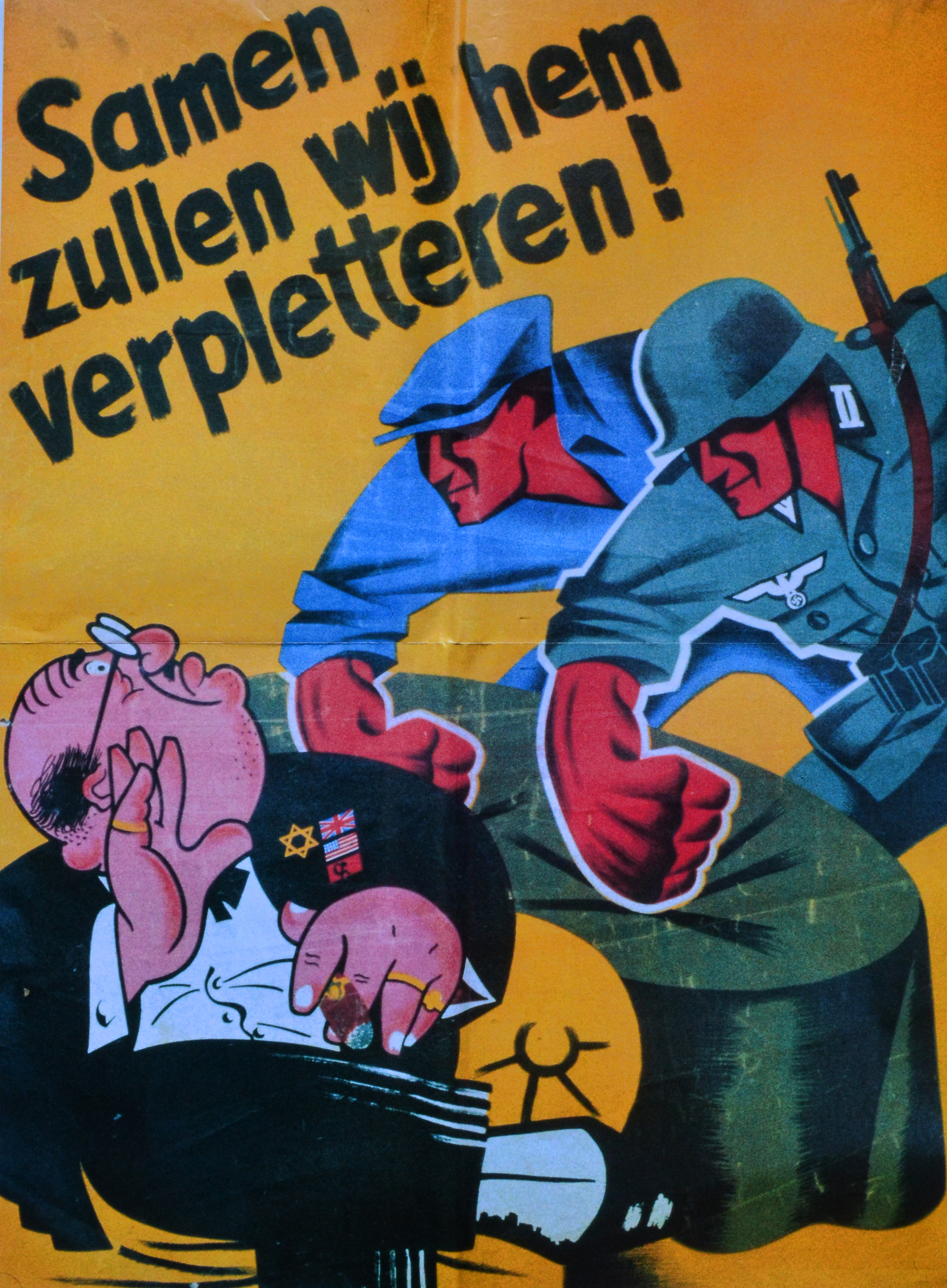
Propagandaposter 27. SS-Freiwilligen-Grenadier-Division Langemarck met antisemitisch opschrift: Samen zullen wij hem verpletteren!

## Geschiedenis
De Algemeene SS-Vlaanderen werd op 30 november 1940 op initiatief van de Duitse SS-leiding opgericht. De initiatiefnemers langs Vlaamse zijde waren Ward Hermans en René Lagrou. Lagrou werd er de eerste leider van, terwijl Hermans hoofdredacteur werd van De SS-man, het propagandablad van de SS in Vlaanderen, dat vanaf december 1940 verscheen.
Het belang van de Algemeene SS-Vlaanderen was niet van militair strategisch belang, maar was een van de manieren waarop Duitsland zijn invloed in België wilde vergroten. Deze poging mislukte echter door het geringe succes. Een van de verklaringsgronden ligt erin dat in de filosofie van de SS Vlaanderen integraal deel moest gaan uitmaken van het Derde Rijk, terwijl Vlaams-nationalisten een grote zelfstandigheid nastreefden.
In oktober 1942 werd de organisatie omgevormd tot 1ste Standaard van de Germaansche SS-Vlaanderen. Door ook de andere buitenlandse SS-afdelingen als onderdeel van de Germaanse SS te beschouwen, hoopte men de eenheid en solidariteit binnen het Germaanse volk te benadrukken en te versterken. De integratie van de Algemeene SS-Vlaanderen in de Germaanse SS maakte nogmaals duidelijk dat de ware macht van de organisatie niet bij de Vlaamse leiders, maar in Berlijn lag. De eigenlijke leiding berustte bijgevolg bij de Duitse vertegenwoordiger van Reichsführer-SS Heinrich Himmler in België. Aanvankelijk was dit Konstantin Kammerhofer en vanaf april 1942 Richard Jungclaus.
De Vlaamse leiding was ondertussen ook veranderd. Lagrou werd in mei 1941 vervangen door Jozef De Langhe die in september van datzelfde jaar werd vervangen door Raf Van Hulse. Ook Ward Hermans werd als hoofdredacteur vervangen, door Maurits Van de Walle.
Naarmate de oorlog vorderde, nam de invloed van de Germaansche-SS Vlaanderen af. De belangrijkste organisatie van de SS in Vlaanderen was immers de DeVlag geworden. Toen Jef François in augustus 1942 de leiding van Van Hulse overnam, verschoof de nadruk van politieke beweging naar paramilitaire organisatie en werd de Germaansche SS-Vlaanderen meer en meer ingezet voor bewakingsopdrachten en wraakacties op verzetslui. Op 9 november 1943 werd Tony Van Dyck de vijfde en laatste Standaardleider.
Na de bevrijding vluchtten de meeste leden van de Germaansche-SS Vlaanderen naar Duitsland alwaar de organisatie ontbonden werd.